# EHF-Europapokal der Pokalsieger der Frauen 1997/98
Am EHF-Europapokal der Pokalsieger 1997/98 nahmen 29 Handball-Vereinsmannschaften aus 28 Ländern teil. Diese qualifizierten sich in der vorangegangenen Saison in ihren Heimatländern im Pokalwettbewerb für den Europapokal. Bei der 22. Austragung des Pokalsiegerwettbewerbes, konnte mit Bækkelagets SK zum ersten Mal eine Mannschaft aus Norwegen den Pokal gewinnen.

## 1. Runde
Die Hinspiele der 1. Runde fanden zwischen dem 2.–11. Oktober und die Rückspiele zwischen dem 4.–12. Oktober 1997 statt.
|                              | Gesamt  |                          | Hinspiel  | Rückspiel |
| ---------------------------- | ------- | ------------------------ | --------- | --------- |
| Maccabi Kiriat Sharet Holon  | 32:93   | ŽORK Napredak Kruševac   | 13:49 (1) | 19:44     |
| CD Infante Madeira           | 41:71   | Automobilist Brovary     | 21:37     | 20:34     |
| ASB Athinaikos Athen         | 20:60   | Kras Zagreb              | 11:27     | 09:33     |
| Robit Olimpija Ljubljana     | 45:56   | Bækkelagets SK           | 24:23     | 21:33     |
| CS Silcotub Zalau            | 40:37   | Vasas Dreher Budapest    | 24:15     | 16:22     |
| Corteblanco Bidebieta        | 59:63   | Frederikshavn F.I.       | 32:29     | 27:34     |
| Anadolu Uni Eskişehir        | 48:49   | Jarosławski KS           | 24:23     | 24:26 (2) |
| UHC Stockerau                | 41:49   | Plastika Nitra           | 21:22     | 20:27     |
| Zeeman Vastgoed - SEW        | 106:270 | Polisportiva Cingoli     | 54:10     | 52:17 (3) |
| Arena Prijzenklopper Hechtel | 37:48   | TSV St. Otmar St. Gallen | 21:24     | 16:24     |
| VVV Universität Gomel        | 47:61   | Novesta Zlín             | 22:35     | 25:26 (4) |
| HC Bascharage                | 16:74   | ES Besançon              | 12:33     | 04:41     |
| Etar Weliko Tarnowo          | 44:46   | RK Zora SOK Gevgelija    | 28:21     | 16:25     |

Durch ein Freilos zogen Borussia Dortmund, KSK Luch Moskau und Kuban Krasnodar direkt in das Achtelfinale ein.

## Achtelfinale
Im Achtelfinale fanden die Hinspiele vom 7.–9. November und die Rückspiele vom 9.–16. November 1997 statt.
|                        | Gesamt |                          | Hinspiel  | Rückspiel |
| ---------------------- | ------ | ------------------------ | --------- | --------- |
| Borussia Dortmund      | 72:51  | Plastika Nitra           | 37:19     | 35:32     |
| KSK Luch Moskau        | 49:38  | Jarosławski KS           | 23:15 (5) | 26:23     |
| CS Silcotub Zalau      | 66:40  | Zeeman Vastgoed - SEW    | 33:22     | 33:18     |
| Kuban Krasnodar        | 52:48  | ES Besançon              | 33:22     | 19:26     |
| Automobilist Brovary   | 60:42  | TSV St. Otmar St. Gallen | 36:18     | 24:24     |
| ŽORK Napredak Kruševac | 57:51  | Frederikshavn F.I.       | 31:23     | 26:28     |
| Kras Zagreb            | 73:30  | RK Zora SOK Gevgelija    | 39:12     | 34:18 (6) |
| Bækkelagets SK         | 54:37  | Novesta Zlín             | 29:16     | 25:21 (7) |

## Viertelfinale
Im Viertelfinale fanden die Hinspiele vom 21.–27. Februar und die Rückspiele vom 28. Februar – 1. März 1998 statt.
|                        | Gesamt |                   | Hinspiel  | Rückspiel |
| ---------------------- | ------ | ----------------- | --------- | --------- |
| Automobilist Brovary   | 48:64  | Borussia Dortmund | 25:35 (8) | 23:29     |
| ŽORK Napredak Kruševac | 46:49  | Kras Zagreb       | 24:23     | 22:26     |
| CS Silcotub Zalau      | 40:35  | KSK Luch Moskau   | 26:13     | 14:22     |
| Kuban Krasnodar        | 43:47  | Bækkelagets SK    | 24:19     | 19:28     |

## Halbfinale
Im Halbfinale fanden die Hinspiele am 5. April und die Rückspiele am 12. April 1998 statt.
|                   | Gesamt |                   | Hinspiel | Rückspiel |
| ----------------- | ------ | ----------------- | -------- | --------- |
| Kras Zagreb       | 53:51  | Borussia Dortmund | 32:24    | 21:27     |
| CS Silcotub Zalau | 39:59  | Bækkelagets SK    | 22:27    | 17:32     |

## Finale
Das Hinspiel fand am 9. Mai 1998 in der Zagreber Dom športova und das Rückspiel am 16. Mai 1998 im Oslo Spektrum statt.
|             | Gesamt |                | Hinspiel | Rückspiel |
| ----------- | ------ | -------------- | -------- | --------- |
| Kras Zagreb | 40:51  | Bækkelagets SK | 23:23    | 17:28     |

## Europapokalsieger Bækkelagets SK
| Bækkelagets SK | - Tor: Cecilie Leganger, Monica Kyvåg - Feldspieler: Tonje Wikstrøm, Mette Ruud-Johansen, Sahra Hausmann, Eli Fallingen, Siv Heim Sæbøe, Kari Anne Hole, Gro Engstrøm, Sorina Teodorovic, Anja Andersen, Pia Løkenflaen, Reyes Baello Vidal, Nina Gullingsrud, Heidi Berg, Vibeke Cook-Jensen, Hanne-Cathrine Eliesen, Hilde Gaupset, Line Olsen, Ellen Beate Guttormsen, Tone Langbakken, Mette Malm - Trainer: Frode Kyvåg |